# Johannes de Bado Aureo
Johannes de Bado Aureo (a 14. sz vége, a 15. sz eleje ?) angol vagy walesi heraldikai író, az első heraldikusok egyike.
A neve előfordul John de Bado Aureo, Vado Aureo alakban is, mely a Surrey grófságbeli Guildford latinosított változata. A személyének azonosítása vitatott. Egyesek szerint a neve John Guilford volt, mások (Evan J. Jones professzor) szerint azonos a Siôn Trevor, nevű egyházi személlyel, aki római jogot tanult, majd 1395 és 1410 közt Walesben St. Asaph püspöke volt. Eszerint a neve John Trevor lehetett, aki II. Richárd és IV. Henrik magas rangú követe volt, de elhagyta Richárdot (akinek a felesége, Csehországi Anna Bado Aureo számára a megbízást adta a traktátus megírásához) és Owen Glendowert támogatta, majd száműzetésben halt meg. John Trevor bíró volt egy heraldikai tárgyú perben és ő írta a walesi nyelvű Llyfr arfau (“Book of Arms”) című heraldikai traktátust is.
De Bado Aureo Tractatus de Armis (1395) című műve a legkorábbi heraldikai írások közé tartozik, melyet a néhai Csehországi Anna (1366-1394), II. Richárd feleségének utasítására írt. Általában 1395-re datálják és a kéziratai széles körben terjedtek. Sokszor fordították le angolra és walesire. A Llyfr Arfau című walesi kézirat olyan pontos és teljes fordítást tartalmaz, hogy a feltételezések szerint azt maga Johannes de Bado Aureo készítette.
Nicholas Upton valamivel későbbi művéhez hasonlóan ő is Bartolo de Sassoferrato traktátusából merített.
Műve nagy része dialógus egy címerviselő vonásainak és a címere egyes részeinek a leírásával. Hangsúlyozta, hogy jogtalan felvenni valaki másnak a címerét és Bartolo de Sassoferrato nézetétől eltérően ez alól semmilyen kivételt nem ismert. A korábbi szerzőkkel szemben nem tett semmilyen különbséget az adományozott és a felvett címerek között és nem mond újat a felségcímerekről és a hivatali címerekről sem. Elveti viszont azt a korábbi lehetőséget, hogy bárki szabadon vehessen fel címert.
Uptonnal együtt úgy vélte, hogy azok, akik kis rigókat viselnek a címerükben nemességüket a saját tetteik jutalmaként nyerték el. Ha valakit esküszegésen kaptak vagy becstelen módon cselekedett, a címerét az udvarba kell vinni, és ha bebizonyosodik a bűnössége, azt lefelé kell fordítani.
Művét más heraldikai írókkal együtt Sir Edward Bisshe adta ki (Nicholai Vptoni, de Stvdio Militari, Libri Quatuor, Johan. de Bado Aureo, Tractatus de Armis. London, 1654).
Egyik kézirata színezett címerekkel a British Library állományában  van (Additional MS 30946). További kéziratai: Cottonian MS Nero CIII, Harleian MS3504, 61060 és a College of Arms kézirata MS Sheldon 444. MS 30946, Cottonian MS Nero CIII, Harleian MS3504, 61060 és a College of Arms MS Sheldon 444 kézirata.